# Oedematopoda beijingana
Oedematopoda beijingana är en fjärilsart som beskrevs av Yang 1977. Oedematopoda beijingana ingår i släktet Oedematopoda och familjen plattmalar. Inga underarter finns listade i Catalogue of Life.